# Anelaphus souzai
Anelaphus souzai es una especie de escarabajo longicornio del género Anelaphus, categorizada en la tribu Elaphidiini, de la subfamilia Cerambycinae. Fue descrita por Zajciw en 1964.

## Descripción
Mide 11-14 mm de longitud.

## Distribución
Se distribuye por Argentina, Bolivia, Brasil, Guayana Francesa, Panamá y Paraguay.